# 宅地開発設計
宅地開発設計（たくちかいはつせっけい）とは、宅地開発に伴い、当該開発に必要な諸施設の設計をいう。ここでいう諸施設とは、宅地・公園・上下水道・街路・道路等である。

## 概要
「宅地開発」とは一般に、開発者が開発区域の土地を全面的に取得し、旧住造法又は都市計画法の認可を受けて行う事業に対して呼称されている。宅地開発はあくまで呼称であって、明確な法的定義はない。国土交通省CAD製図基準(案)の対象工種で、国土交通省直轄事業で取り扱う34工種では、No32に宅地開発設計（都市施設編 都市施設設計として。他は公園設計と下水道（管路設計）。平成15年策定）が定められている。
一定の規模の宅地開発を行うに際しては開発許可制度があり、対象となる面積規模は各行政によってそれぞれ規定があるが、一般的には、市街化区域内の土地で500平方メートル以上の区画形質の変更を行う場合には開発行為の許可が必要で、この開発行為許可時に必要な図面を作成つまり設計を行う必要がある。
開発許可制度の目的の一つには、都市計画区域内の開発行為について、公共施設や排水設備等必要な施設の整備を義務付けるなど良質な宅地水準を確保することがあげられていて、都市計画法29条で、都市計画区域又は準都市計画区域内において開発行為をしようとする者は、あらかじめ都道府県知事又は指定都市等の長の許可を受けなければならないとしている。開発許可申請と各種該当関係法令（おもに都市計画法であれば29条・32条・34条・37条等、農地転用ならば農地法4条・5条、道路法ならば24条等、必要に応じ森林法その他）許認可取得の諸手続き、各種同意書取得などが必要となる他、敷地等の測量や分筆と地目変更から境界確定といった業務も生じる。
開発行為許可取得に伴い、測量及び関連法令の調整と協議、申請図書作成等を行ない開発許可を取得するため、許可申請時に必要な基本的な図面として、位置図や土地利用計画、造成計画、道路計画、給排水計画などが表される平面図がある。その他、各種断面図や詳細図面等を必要とする。
その他、許認可先（自治体等）によっては、条例等によって必要手続き等が別途定められ、宅地開発に伴う設計説明書や宅地開発事前協議届といった各種書類等などが必要な場合もある他、公共用地の帰属手続き、検査済み及び工事完了公告の取得も必要となる。
関連団体に、社団法人日本宅地開発協会、特例財団法人日本住宅開発協会がある。